# Claës Christian Olrog
Claës Christian Olrog (Danderyd (Stockholms län) in Zweden, 25 november 1912  -  San Miguel de Tucumán in Argentinië, 25 november 1985) was een Zweedse bioloog en vooral ornitholoog gespecialiseerd in de avifauna van het Neotropisch gebied.

## Biografie
Olrog studeerde tussen 1935 en 1945 biologie aan de universiteiten van Uppsala en  Stockholm. Tijdens zijn studie nam hij deel aan expedities in het noorden van Scandinavië, de Donaudelta, IJsland en Groenland om vogels te ringen. Na zijn promotieonderzoek in Stockholm werd zijn interesse gewekt voor de avifauna van Zuid-Amerika. Hij nam deel aan verschillende expedities onder andere naar Tierra del Fuego.
In de jaren 1946 en 1947 trok hij samen met zijn echtgenote Gunilla Maria Bellander door de vlakte van Gran Chaco in Paraguay en maakte daar studie van de avifauna.
In 1948 kreeg hij een baan aan het Insituto Miguel Lillo van de Universidad Nacional de Tucumán. Hij werkte daar tot 1980 en heeft veel gedaan voor de ontwikkeling van de ornithologie in Zuid-Amerika. Hij onderhield contacten overal in de wereld en bezocht internationale congressen.

## Werk en nalatenschap
Hij schreef meer dan honderd artikelen of boeken in zes verschillende talen en publiceerde vaak samen met anderen. Zo schreef hij over algemene biologie, morfologie, biogeografie, ecologie aan de systematiek van dieren (zowel van vogels als reptielen).
Hij is de soortauteur van de Olrogs meeuw (Larus atlanticus) en daarnaast 13 ondersoorten van vogels uit Zuid-Amerika.

## Publicaties (selectie)
- Destination Eldslandet, Albert Bonniers Förlag, Stockholm, 1943
- Observaciones sobre la avifauna de Tierra del Fuego y Chile, Acta Zoologica Lilloana, 5: S. 437-531, 1948
- Landet väster om floden, Albert Bonniers Förlag, Stockholm, 1949
- Breves notas sobre la avifauna del Aconquija, Acta Zoologica Lilloana, 7: S. 139-159, 1949
- Notas sobre mamíferos y aves del archipielago de Cabo de Horos, Acta Zoologica Lilloana, 9: S. 505-532, 1950
- Sobres aves del NOA, El Honero, 10: S. 84-85, 1953
- Notas mastozoológicas sobre la colección del Instituto Miguel Lillo (Tucumán), Acta Zoologica Lilloana, 16: S. 91-95, 1958
- Las Aves Argentinas: una guía de campo, Instituto Miguel Lillo, Tucumán, 1959
- Lista y distribución de las aves argentinas, Opera Lilloana 9: S. 1-377, 1963
- Observaciones sobre aves migratorias del hemnisfero norte. El Honero, 10: S. 292-298, 1967
- Breeding of the Band-tailed Gull (Larus belcheri) on the Atlantic coast of Argentina, Condor, 69 : S. 48, 1967
- Bird-banding in South America, Bird-Banding, 39: S. 30-32., 1968
- Las aves sudamericanas: una guíad de campo. Tomo primero (Pingüinos-Pájaros carpinteros), Fundación-Instituto "Miguel Lillo," Tucumán, 1968
- Guía del cazador de las aves de caza argentinas. Sportsman's guide to the Argentine, Tall. Gráf. de G. Kraft game-birds , 1968
- Birds of South America, Fittkau et al. (Eds.), Biography and Ecology in South America, Vol II, S. 849-878, 1969
- Claës Christian Olrog & Francisco Contino: Dos especies nuevas para la avifauna argentina, Neotropica 16(50): S. 94–95, 1970
- El anillado de aves en la Argentina. 1961-1972. Octavo informe., Neotropica, 19: S. 9-72, 1973
- Alimentación del falso vampiro Chrotopterus auritus Acta Zoologica Lilloana, 30: S. 5-6, 1973
- Recoveries of banded Argentine waterfowl, Bird-Banding, 45: S. 170-177, 1974
- El anillado de aves en la Argentina. 1961-1974. Noveno informe.,Neotropica, 21: S. 17-19, 1975
- Nueva lista de la avifauna argentina, Opera Lilloana, 27: S. 1-324, 1979
- Claës Christian Olrog, María Magdalena Lucero, Guía de los mamíferos argentinos, Fundación Miguel Lillo, Tucumán, 1981
- Las aves argentinas: una nueva guía de campo, Administración de Parques Nacionales, Buenos Aires, 1984, ISBN 978-950-02-6338-2
- Claës Christian Olrog, Patricia Capllonch, Bioomitologia Argentina, Historia Natural, Suplemento 2. Corrientes, 1986
- Claës Christian Olrog, Elba Alicia Pescetti, Las aves del Gran Cuyo: Mendoza, San Juán, San Luis y La Rioja CRICY'J:Gobierno de la Provincia de Mendoza, Mendoza, 1991,  ISBN 978-950-9152-36-6

- Catàleg d'autoritats de noms i títols de Catalunya: 981058608097206706
- Gemeinsame Normdatei: 105663152X
- International Standard Name Identifier: 0000 0004 5876 7220
- Library of Congress Control Number: n82056841
- Nederlandse Thesaurus van Auteursnamen: 203241967
- Système universitaire de documentation: 123789877
- Virtual International Authority File: 28414781
- WorldCat: E39PBJkdkjB4myv6CHTVRkFxjC